# Elección para gobernador de Nevada de 2018
La elección de gobernador de Nevada de 2018 tuvo lugar el 6 de noviembre de 2018 para elegir al próximo Gobernador de Nevada. El gobernador titular Republicano Brian Sandoval, no era elegible para postularse para la reelección, debido a los límites de mandato en los Estados Unidos establecido por la Constitución de Nevada. Nevada es uno de los ocho EE. UU. estado (o nueve estados de EE. UU. y territorio) que prohíbe a sus gobernadores o cualquier otro funcionario del poder ejecutivo estatal y territorial servir más de dos mandatos, incluso si no son consecutivos.

## primarias republicano

### Candidates

#### Nominated
- Adam Laxalt, procurador general de nevada[1]

#### Eliminado en primaria
- William W. Boyd, propietario de una pequeña empresa[2]
- Stephanie Carlisle, empresaria[3]
- Jared Fisher, propietario de una pequeña empresa[4]
- Dan Schwartz, Tesorero del estado de Nevada y candidato para el NV-04 en las 2012 respaldó a Laxalt[5]

#### Rechazado
- Mark Amodei, representante de los EE. UU. (se postuló para las reelección y ganó)[6][7]
- Joe Heck, exrepresentante de los Estados Unidos y candidato para el Senado de los Estados Unidos en 2016[8][9]
- Mark Hutchison, vicegobernador (apoyó a Laxalt)[10][11][12]
- Brian Krolicki, ex vicegobernador[13][14]

## primarias demócratas

### Candidatos

#### Nominado
- Steve Sisolak, presidente de la Comisión del Condado de Clark[15]

#### Eliminado en primaria
- Kyle Chamberlain, activista y fotógrafo[16]
- Chris Giunchigliani, vicepresidente de la Comisión del Condado de Clark y candidato a Alcalde de Las Vegas en las 2011[17]

#### Rechazado
- Aaron D. Ford, líder de la mayoría del Senado de Nevada (se postuló para las Fiscal General y ganó)[10][18][19]
- Vince Juaristi, consultor y ex asistente de gobernador[20][21]
- Tick Segerblom, senador estatal (se postuló para la Comisión del condado de Clark y ganó)[18][22]
- Dina Titus, representante de EE. UU. para el primer distrito del Congreso de Nevada y candidata a gobernadora en las 2006 (respaldó a Sisolak y se postuló para las elecciones de la Cámara de Representantes de Estados Unidos de 2018 en Nevada|reelección y ganó)[18][23]

## Independientes

### Declarado
- Ryan Bundy, ganadero[24]

## Resultados
Si bien Sisolak solo ganó dos de los condados del estado, esos dos condados representan más del 80% de la población total del estado. Su abrumadora victoria en el Condado de Clark hogar de Las Vegas y su estrecha victoria en el Condado de Washoe fueron suficientes para llevarlo a la línea de meta. Sisolak se convirtió en el primer Demócrata en ser elegido Gobernador de Nevada desde la exitosa reelección de Bob Miller en 1994.

### Resultados generales
| Elecciones para gobernador de Nevada de 2018 | Elecciones para gobernador de Nevada de 2018 | Elecciones para gobernador de Nevada de 2018 | Elecciones para gobernador de Nevada de 2018 | Elecciones para gobernador de Nevada de 2018 | Elecciones para gobernador de Nevada de 2018 | Elecciones para gobernador de Nevada de 2018 |
| Partido                                      | Partido                                      | Candidato/a                                  | Votos                                        | %                                            | ±%                                           |                                              |
| -------------------------------------------- | -------------------------------------------- | -------------------------------------------- | -------------------------------------------- | -------------------------------------------- | -------------------------------------------- | -------------------------------------------- |
|                                              | Demócrata                                    | Steve Sisolak                                | 480,007                                      | 49.39                                        | +25.51                                       |                                              |
|                                              | Republicano                                  | Adam Laxalt                                  | 440,320                                      | 45.31                                        | -25.27                                       |                                              |
|                                              | Ninguno de estos candidatos                  | Ninguno de estos candidatos                  | 10,076                                       | 1.94                                         | -0.94                                        |                                              |
|                                              | Idependiente                                 | Ryan Bundy                                   | 13,891                                       | 1.43                                         | +1.43                                        |                                              |
|                                              | De la Constitución                           | Russell Best                                 | 10,076                                       | 1.04                                         | -1.62                                        |                                              |
|                                              | Libertario                                   | Jared Lord                                   | 8,640                                        | 0.89                                         | +0.89                                        |                                              |
| Total                                        | Total                                        | Total                                        | 971,799                                      | 100.0%                                       |                                              |                                              |